# كارلوس كازالي
كارلوس كازالي (بالإسبانية: Carlos Caszely)‏ مواليد 5 يوليو 1950 في سانتياغو، تشيلي، هو لاعب كرة قدم تشيلي دولي سابق كان يلعب كمهاجم. سبق له أن لعب في كأس العالم لكرة القدم مع منتخب بلاده. اشتُهر بطرده في كأس العالم لكرة القدم 1974 ودخل التاريخ من الباب الخلفي عندما أصبح أول لاعب يطرد في مباراة ألمانيا الغربية والتشيلي وفي تلك الوقت لم تكن الكارت الاحمر في ألمانيا وكانت في المكسيك.ويعد لاعب التشيلي احسن لاعب رغم طرد ولد كارلوس سنة 1902 قاد التشيلي إلى الثمن النهائي.

## مرحلة الشباب

### أندية لعب لها
- كولو-كولو

## المسيرة الاحترافية

### أندية لعب لها
- كولو-كولو
- نادي ليفانتي
- إسبانيول
- كولو-كولو
- نادي برشلونة (الإكوادور)

## روابط خارجية
- كارلوس كازالي على موقع IMDb (الإنجليزية)
- كارلوس كازالي على موقع ميوزك برينز (الإنجليزية)
- كارلوس كازالي على موقع قاعدة بيانات الفيلم (الإنجليزية)

- كارلوس كازالي على موقع الاتحاد الدولي (مؤرشف)  (الإنجليزية)
- كارلوس كازالي على موقع إي إس بي إن إف سي (الإنجليزية)
- كارلوس كازالي على موقع قاعدة بيانات كرة القدم.إي يو (الإنجليزية)
- كارلوس كازالي على موقع ليكيب (الفرنسية)
- كارلوس كازالي على موقع ناشيونال فوتبول تيمز (الإنجليزية)
- كارلوس كازالي على موقع Soccerway.com (الإنجليزية)
- كارلوس كازالي على موقع عالم كرة القدم.نت (الإنجليزية)